# Ungavahalvön
Ungavahalvön (engelska: Ungava Peninsula, franska: Péninsule d'Ungava) är en halvö som utgör den allra nordligaste delen av provinsen Québec i östra Kanada. Halvön har kuster mot Hudson Bay i väst, Hudsonsundet i norr och Ungavabukten i öst. Ungavahalvön utgör en del av Labradorhalvön. Den täcker ett område som är runt 350 000 km² stort.
Ungavahalvön utgör en del av den Kanadensiska skölden och består helt av trädlös tundra som genomkorsas av ett stort antal floder och sjöar som vanligen sträcker sig parallellt i en öst-västlig riktning. Halvön var täckt av is för bara 6 500 år sedan och tros vara det förhistoriska centrum från vilket isen bredde ut sig under den senaste istiden.
Labradorströmmen gör att klimatet än idag är avsevärt kallare på Ungavahalvön än på andra platser på motsvarande latituder.
Längs kusterna har halvön varit befolkad i århundraden av inuiter, medan inlandet utgörs av en obefolkad vidsträckt och trädlös platå, som är belägen mellan 300 och 600 meter över havet. Ungavahalvön saknar vägar och är bara tillgänglig med flyg och under sommarsäsongen med båt. Permafrost gör alla former av konventionella byggnadstyper omöjliga.